# Hariharpur
Hariharpur es un pueblo y nagar Panchayat situado en el distrito de Sant Kabir Nagar en el estado de Uttar Pradesh (India). Su población es de 11285 habitantes (2011). 

## Demografía
Según el censo de 2011 la población de Hariharpur era de 11285 habitantes, de los cuales 5798 eran hombres y 5487 eran mujeres. Hariharpur tiene una tasa media de alfabetización del 73,23%, superior a la media estatal del 67,68%: la alfabetización masculina es del 83,52%, y la alfabetización femenina del 62,23%.